# Omeganastatus macrocercus
Omeganastatus macrocercus är en stekelart som beskrevs av Gibson 1995. Omeganastatus macrocercus ingår i släktet Omeganastatus och familjen hoppglanssteklar.
Artens utbredningsområde är:
- Bolivia.
- Costa Rica.
- Ecuador.
- Peru.
- Surinam.
- Venezuela.

Inga underarter finns listade i Catalogue of Life.